# Friedhöfe Olšany

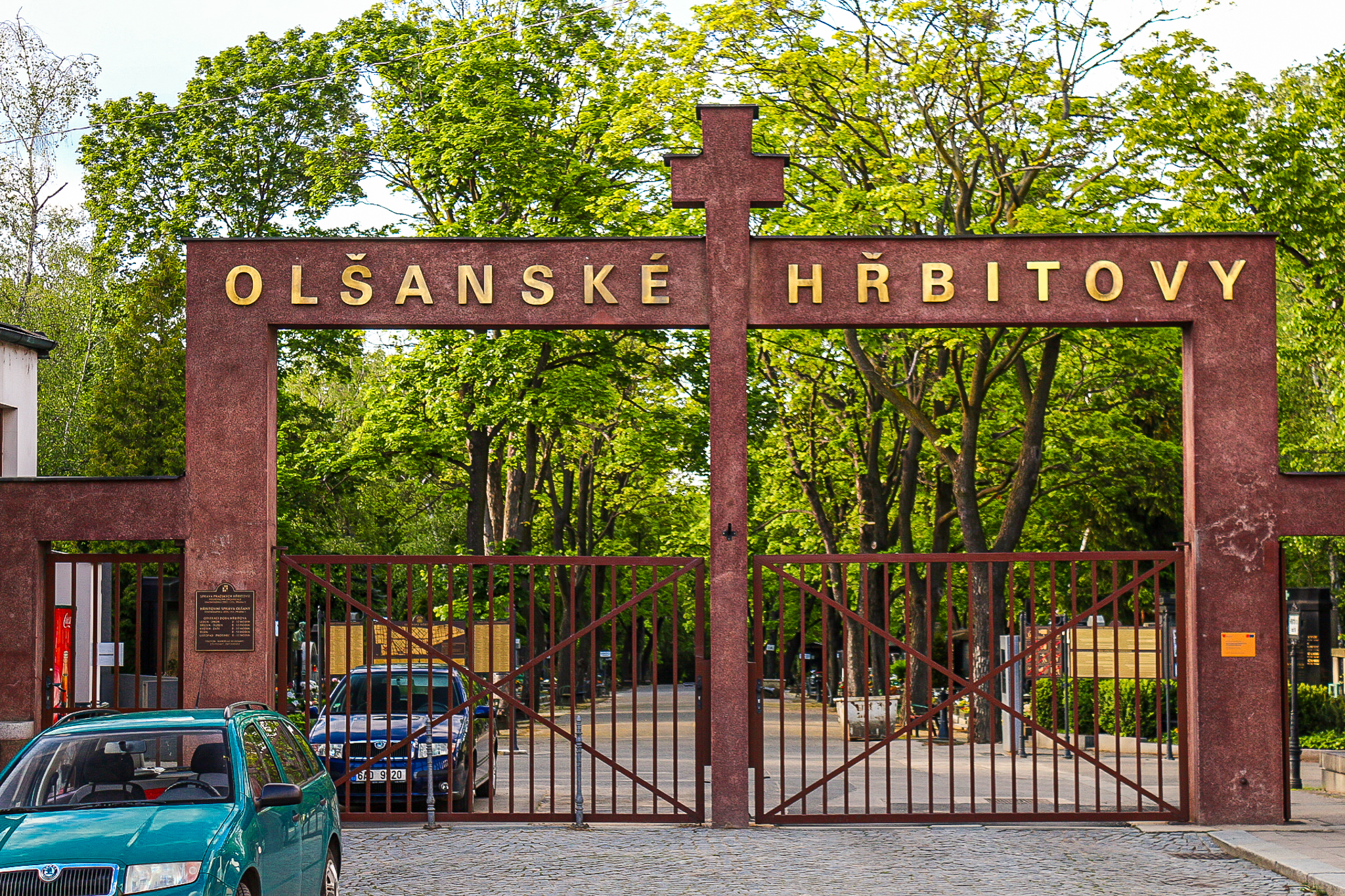
Eingangstor

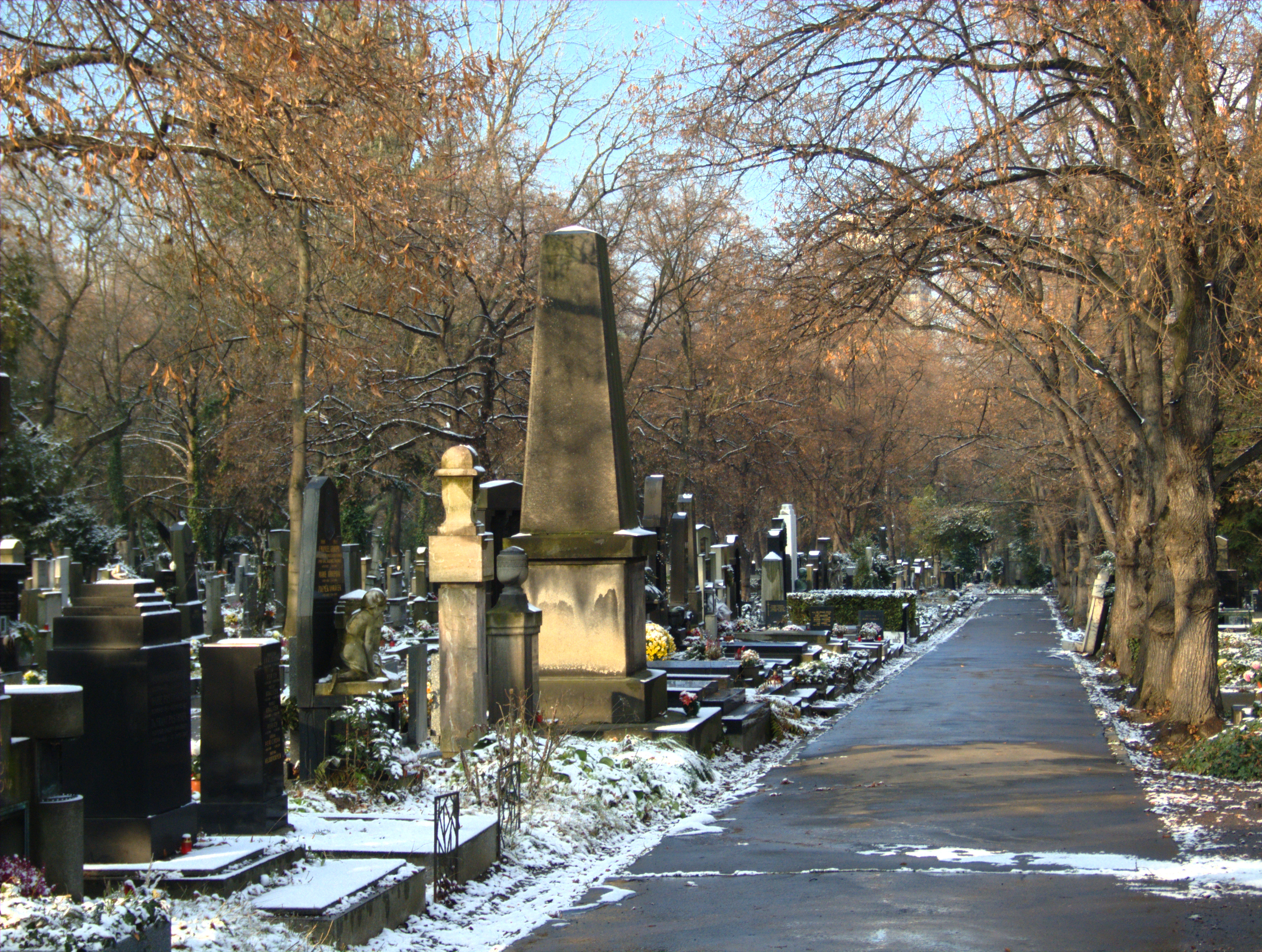
Friedhofsweg im Winter

Die Friedhöfe Olšany (Olšanské hřbitovy; auf Deutsch meist im Singular Wolschaner Friedhof) in der Ortslage Olšany (Wolschan) des Prager Stadtteils Žižkov sind eine aus zwölf Einzelfriedhöfen bestehende kommunale Nekropole und die größte Begräbnisstätte in der Hauptstadt Tschechiens.

## Geschichte
Ein erster Friedhof in Olšany vor den Toren der Stadt Prag wurde erstmals 1679/1680 angelegt, um die Pesttoten der Stadt schnell begraben zu können. An diese Begräbnisstätte erinnert die dem Pestheiligen Rochus gewidmete Kirche (bis 1842 Kapelle des Hlg. Rochus) am heutigen Friedhof I.
Als durch Kaiser Joseph II. auch in Prag Begräbnisse in der Innenstadt verboten wurden, wurden Bestattungen in Olšany ab Ende des 18. Jahrhunderts zur Norm für die Bewohner der Prager Alt- und Neustadt, wodurch das Areal mehrfach erweitert werden musste. Die bis 1945 Prag dominierende Zweisprachigkeit findet auf den Friedhöfen in Olšany ihr Abbild: deutschsprachige, tschechischsprachige und deutsch-tschechischsprachige Gräber und Grüfte finden sich nebeneinander.
Ende des 19. Jahrhunderts wurde der Friedhof in Olšany durch die Stadtverwaltung zur kommunalen Nekropole für Prag ausgebaut, die für zwei Millionen Bestattungen ausgelegt wurde und z. B. auch Sektionen für orthodoxe und islamische Gläubige enthält. Im Zuge des Ausbaus zur größten Begräbnisstätte in Prag entstand auch eine Reihe von Kapellen und Gotteshäuser für bestimmte Religionsgemeinschaften. In einer Reihe von Soldatenfriedhöfen sind Gefallene des Ersten und Zweiten Weltkriegs aus verschiedenen Staaten beigesetzt. Die Olšany-Nekropole ist zudem Standort eines Krematoriums.
Unmittelbar neben dem Hauptfriedhof erwarb die jüdische Gemeinde ein Grundstück und legte dort 1890 den Neuen Jüdischen Friedhof an, auf dem u. a. Franz Kafka bestattet ist. Von den Friedhöfen in Olšany nur rund 500 Meter entfernt ist der Friedhof Vinohrady, auf dem die Staatspräsidenten Hácha und Havel begraben sind und wo sich das Krematorium Strašnice befindet.

## Bestattete Persönlichkeiten

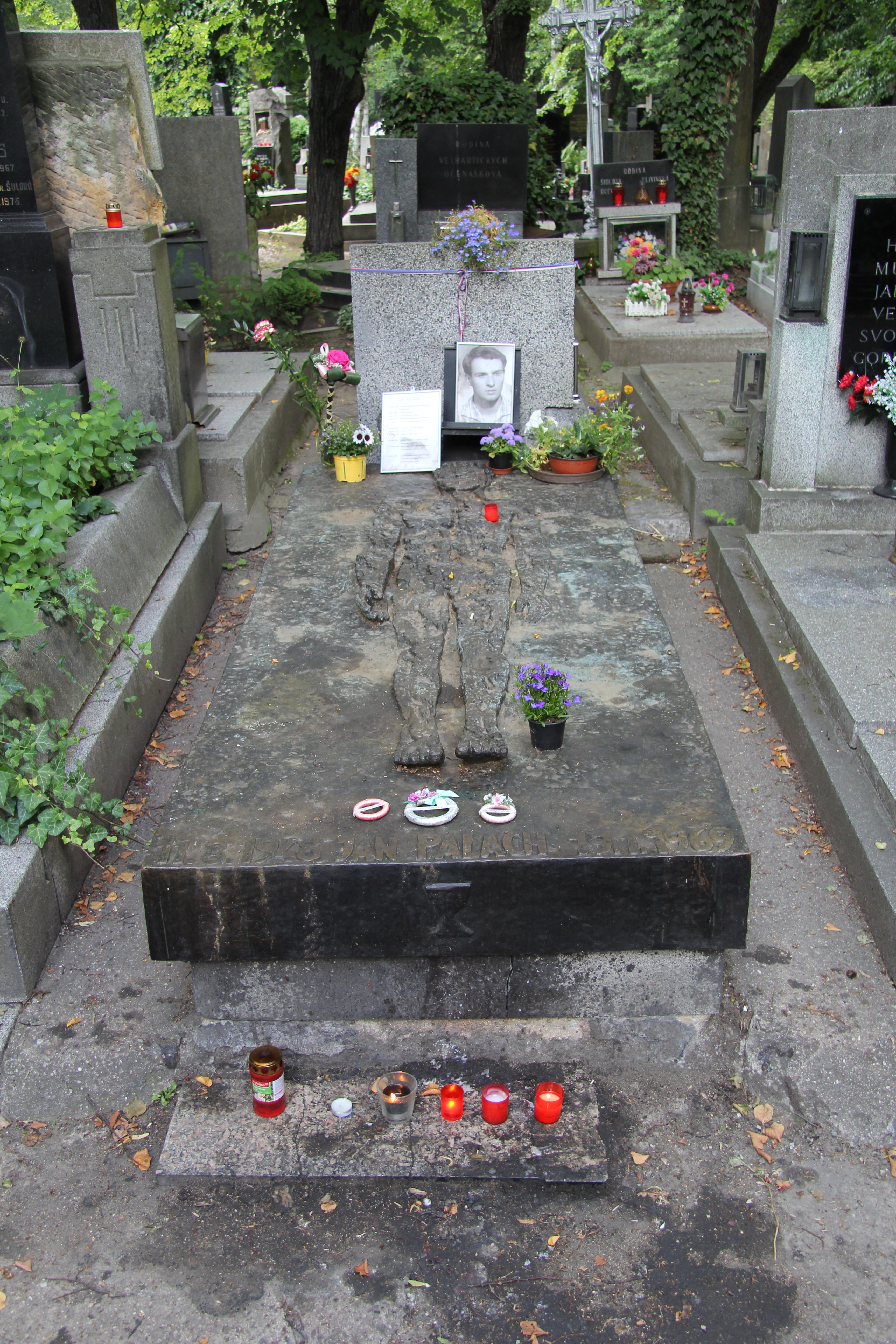
Grabstätte von Jan Palach (1948–1969)

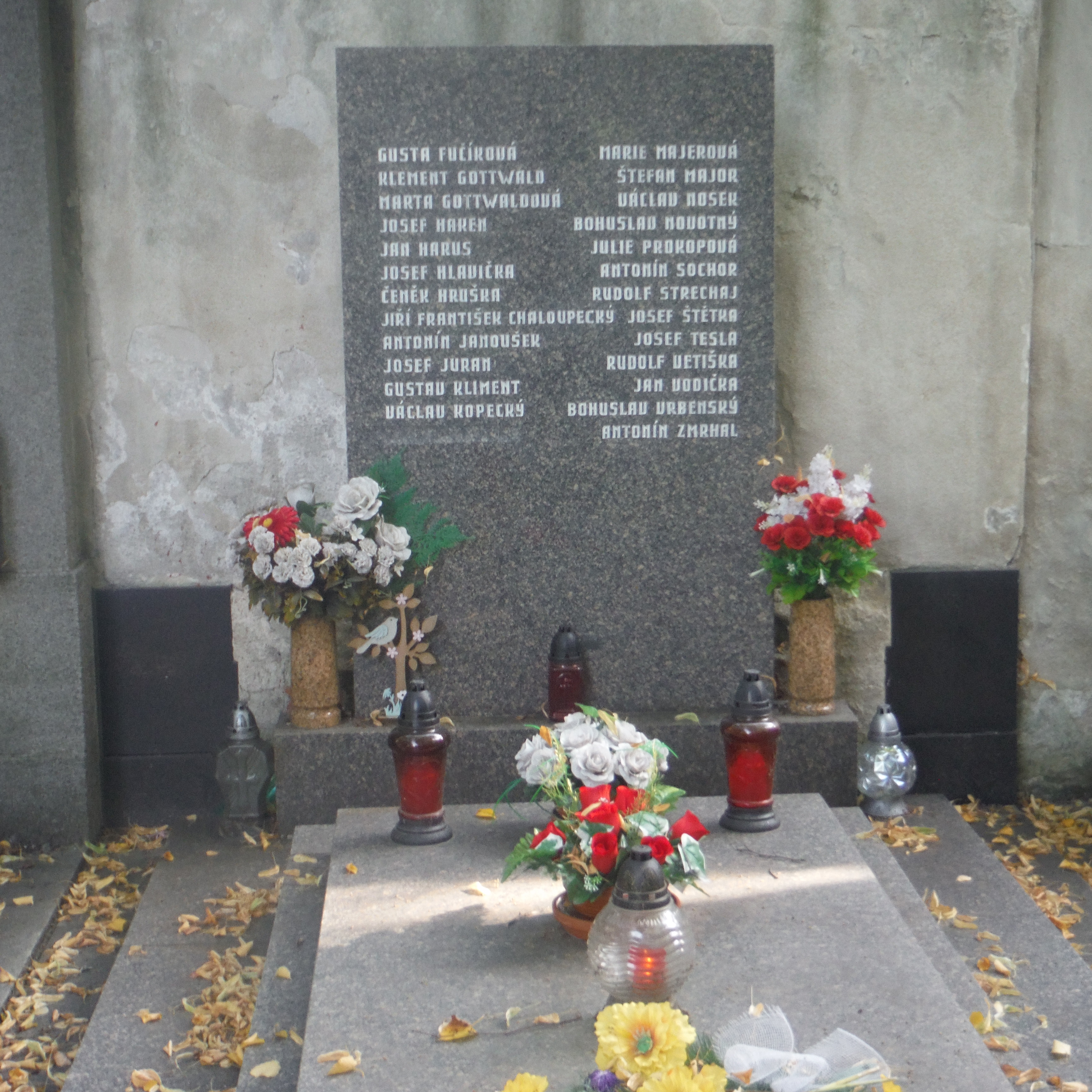
Gemeinschaftsgrab tschechoslowakischer Kommunisten, darunter Klement Gottwald

Zu den bekannten Persönlichkeiten, welche auf dem Olšany-Friedhof begraben sind, gehören unter anderem:
- Joseph Maria Baernreither (1845–1925), Politiker, Mitglied des Wiener Reichsrats, Minister
- Bernard Bolzano (1781–1848), Priester, Philosoph und Mathematiker
- Karel Havlíček Borovský (1821–1856), Dichter, Übersetzer, Politiker und Journalist
- Jaroslav Čermák (1830–1878), Maler
- Alexander Dreyschock (1818–1869), Klaviervirtuose und Komponist
- Viktor Dyk (1877–1931), Dichter, Prosaist, Dramatiker und Politiker
- Karel Jaromír Erben (1811–1870), Historiker, Sammler von Volksmärchen und Volksliedern und Schriftsteller
- Jan Frank Fischer (1921–2006), Komponist, Musikwissenschaftler, Schriftsteller und Übersetzer
- Josef Bohuslav Foerster (1859–1951), Komponist
- Václav Frič (1839–1916), Naturalienhändler
- Radola Gajda (1892–1948), Offizier und faschistischer Parteiführer
- Klement Gottwald (1896–1953), kommunistischer Politiker und Diktator. Seine Urne sowie die weiterer tschechoslowakischer Kommunisten (Gusta Fučiková, Marta Gottwaldová, Josef Haken, Jan Harus, Josef Hlavicka, Čeněk Hruška, Jiří František Chaloupecký, Antonín Janoušek, Josef Juran, Augustin Kliment, Václav Kopecký, Marie Majerová, Stefan Major, Václav Nosek, Bohuslav Novotný, Julie Prokopová, Antonín Sochor, Rudolf Strechaj, Josef Tesla, Rudolf Vetiska, Jan Vodička, Bohuslav Vrbenský und Antonín Zmrhal) waren ursprünglich im Nationaldenkmal am Veitsberg beigesetzt und wurden 1990 nach der Samtenen Revolution hier in einem Sammelgrab bestattet.
- Antonín Vojtěch Horák (1875–1910), Komponist und Dirigent
- Rudolf Hrušínský senior (1920–1994), Schauspieler und Politiker
- Josef Jungmann (1773–1847), Philologe und Sprachwissenschaftler
- Napoleon Manuel Kheil (1849–1923), Entomologe
- Václav Kliment Klicpera (1792–1859), Schriftsteller und Dramatiker
- Ján Kollár (1793–1852), Lyriker und Gelehrter
- Karel Kramář (1860–1937), Politiker, erster tschechoslowakischer Ministerpräsident
- Josef Lada (1887–1957), Illustrator und Kinderbuchautor
- Vladimír Menšík (1929–1988), Theater-, Film- und Fernsehschauspieler
- Viktor Oliva (1861–1928), Grafiker, Illustrator, Maler und Plakatkünstler
- Ossi Oswalda (1898–1947), Schauspielerin
- Jan Palach (1948–1969), Student
- Pavel Roman (1943–1972), Eiskunstläufer
- Pavel Jozef Šafárik (1795–1861), Sprachwissenschaftler und Dichter
- Anton Schobloch (1835–1900), Unternehmer
- Otto Skall (1884–1942), Fotograf
- Antonín Slavíček (1870–1910), Maler
- Ladislav Stroupežnický (1850–1892), Schriftsteller und Dramaturg
- Jan Syrový (1888–1970), Offizier und Politiker
- Anna Versing-Hauptmann (1834–1896), Bühnenschauspielerin und Schriftstellerin
- Jan Erazim Vocel (1803–1871), Dichter und Historiker
- Rudolf Vomáčka (1847–1926), Baumeister und Architekt
- Jiří Voskovec (1905–1981), Schauspieler und Schriftsteller
- Jan Kapistrán Vyskočil OFM (1886–1956), Theologe, Historiker und Franziskaner-Provinzial
- Jan Werich (1905–1980), Schauspieler, Dramatiker und Schriftsteller

## Ansichten (Auswahl)

### Gebäude

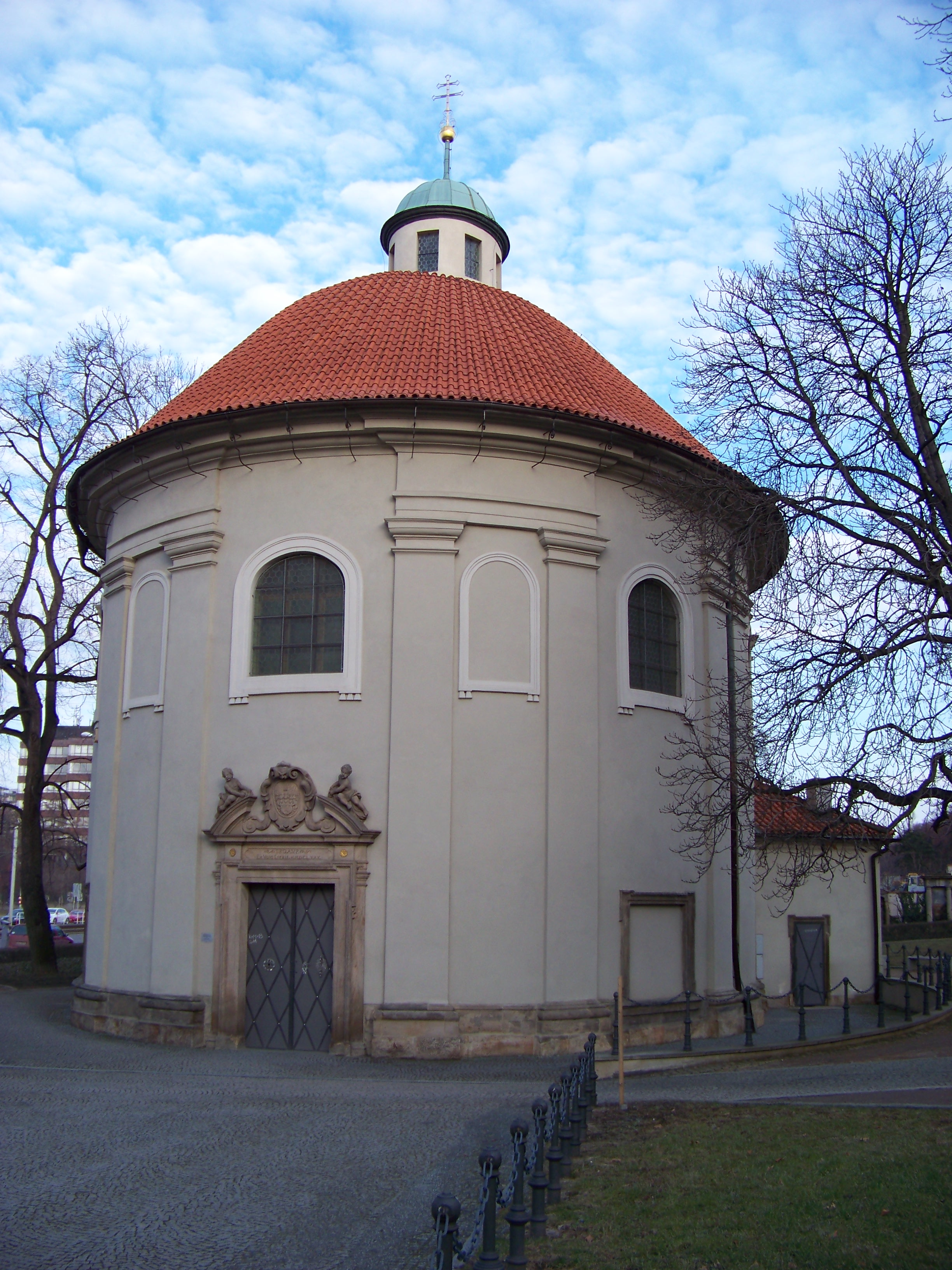
Rochuskirche
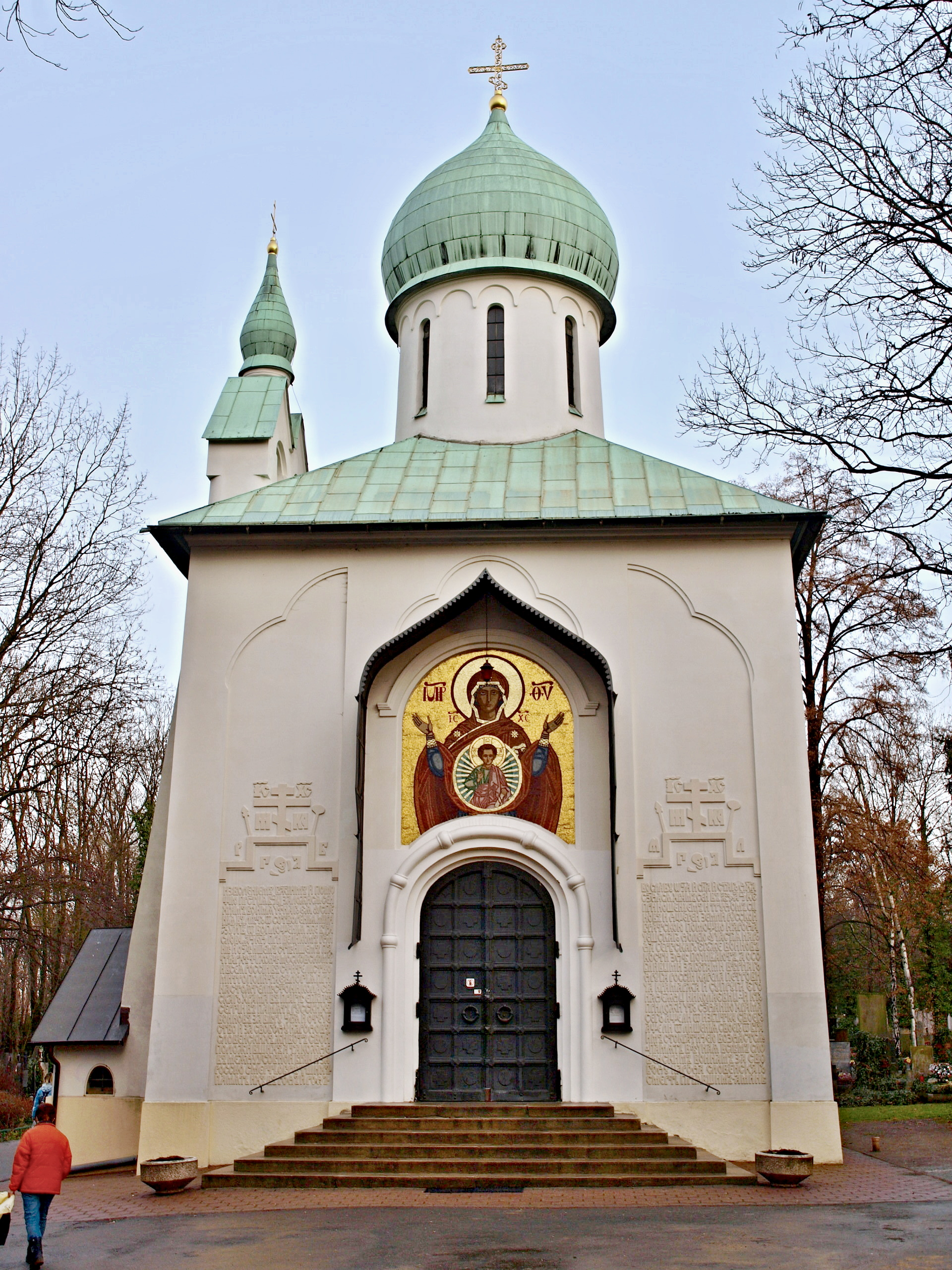
Orthodoxe Kirche
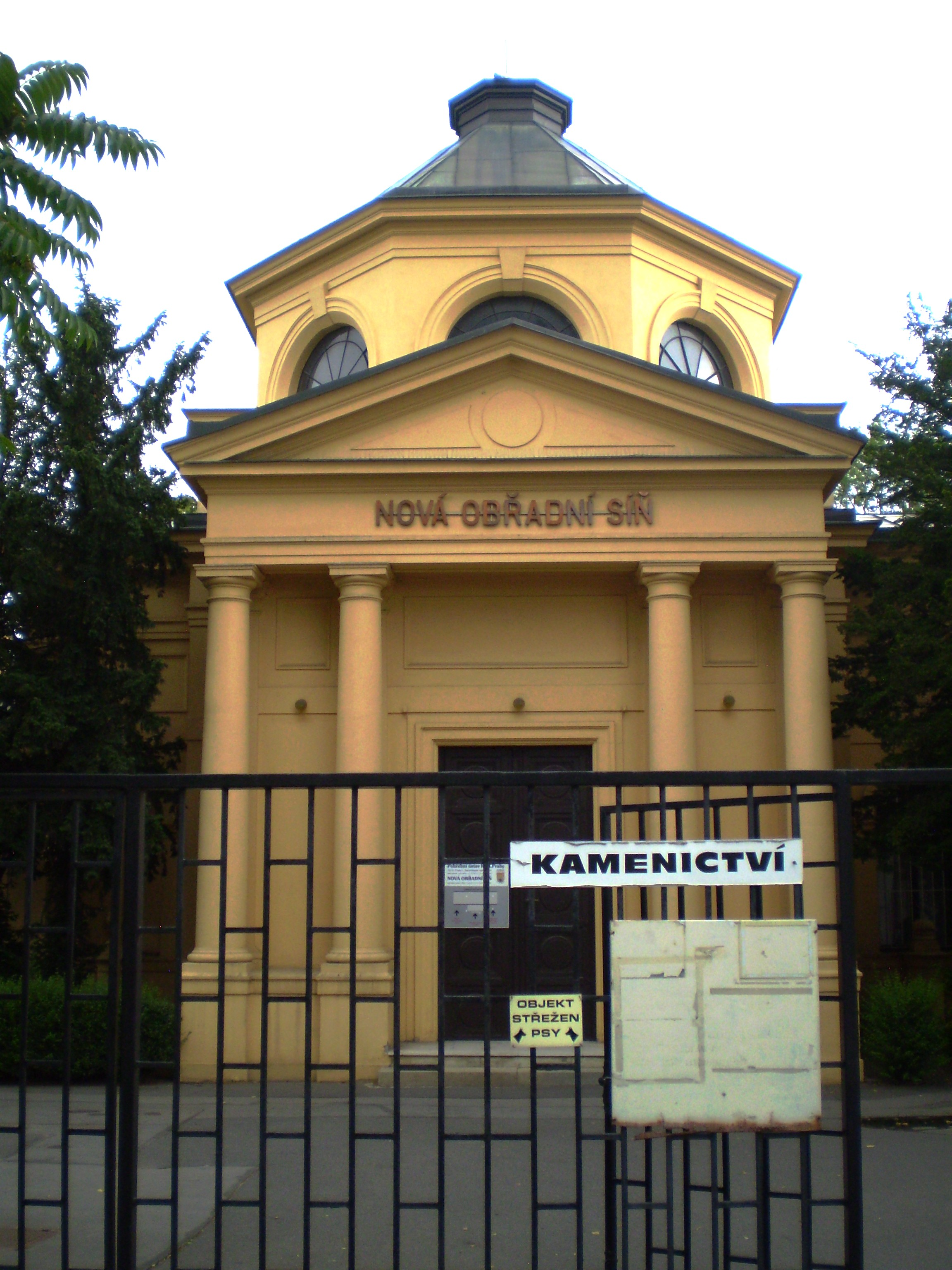
Krematorium
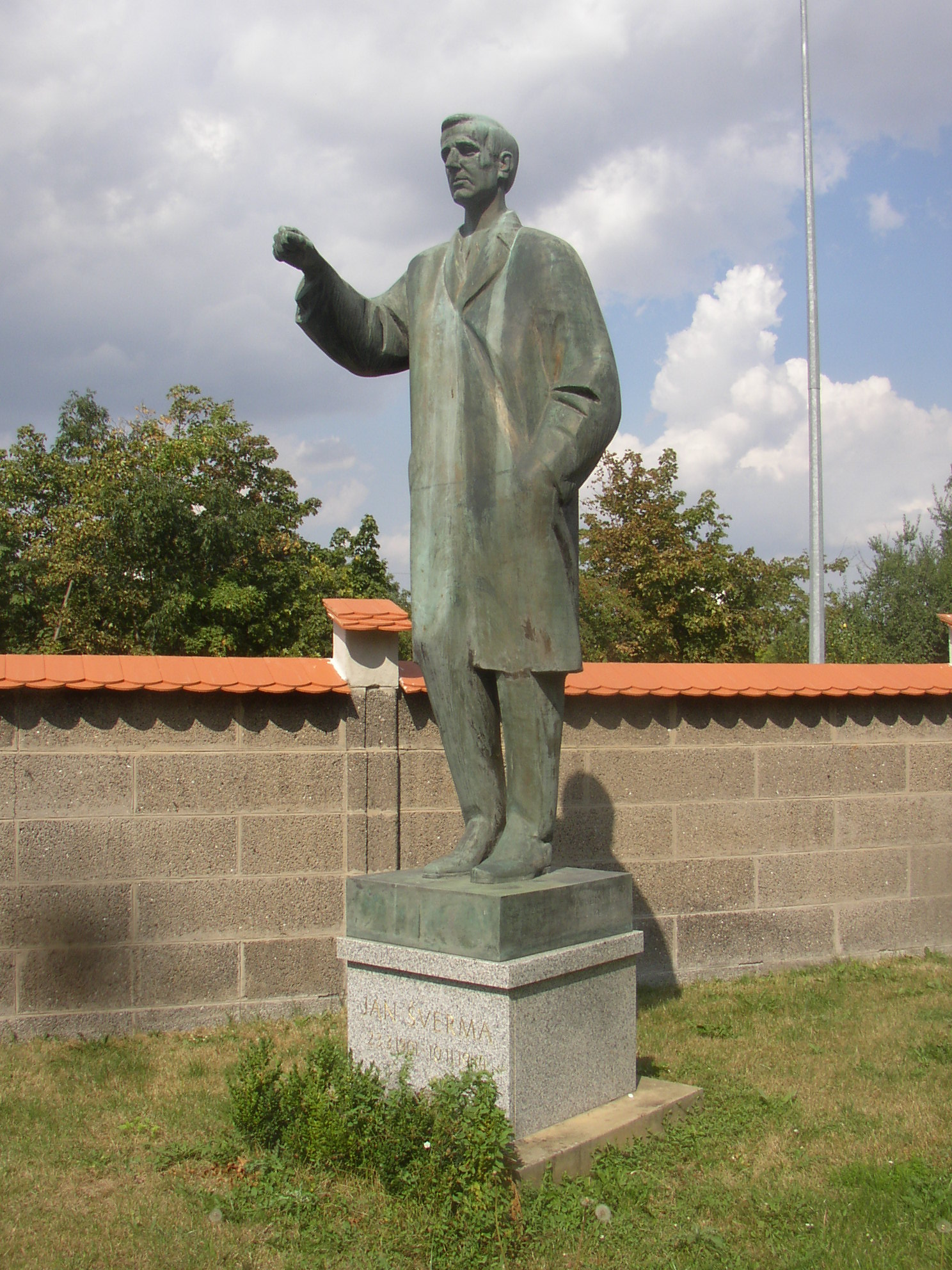
Denkmal für Jan Šverma

### Abteilungen

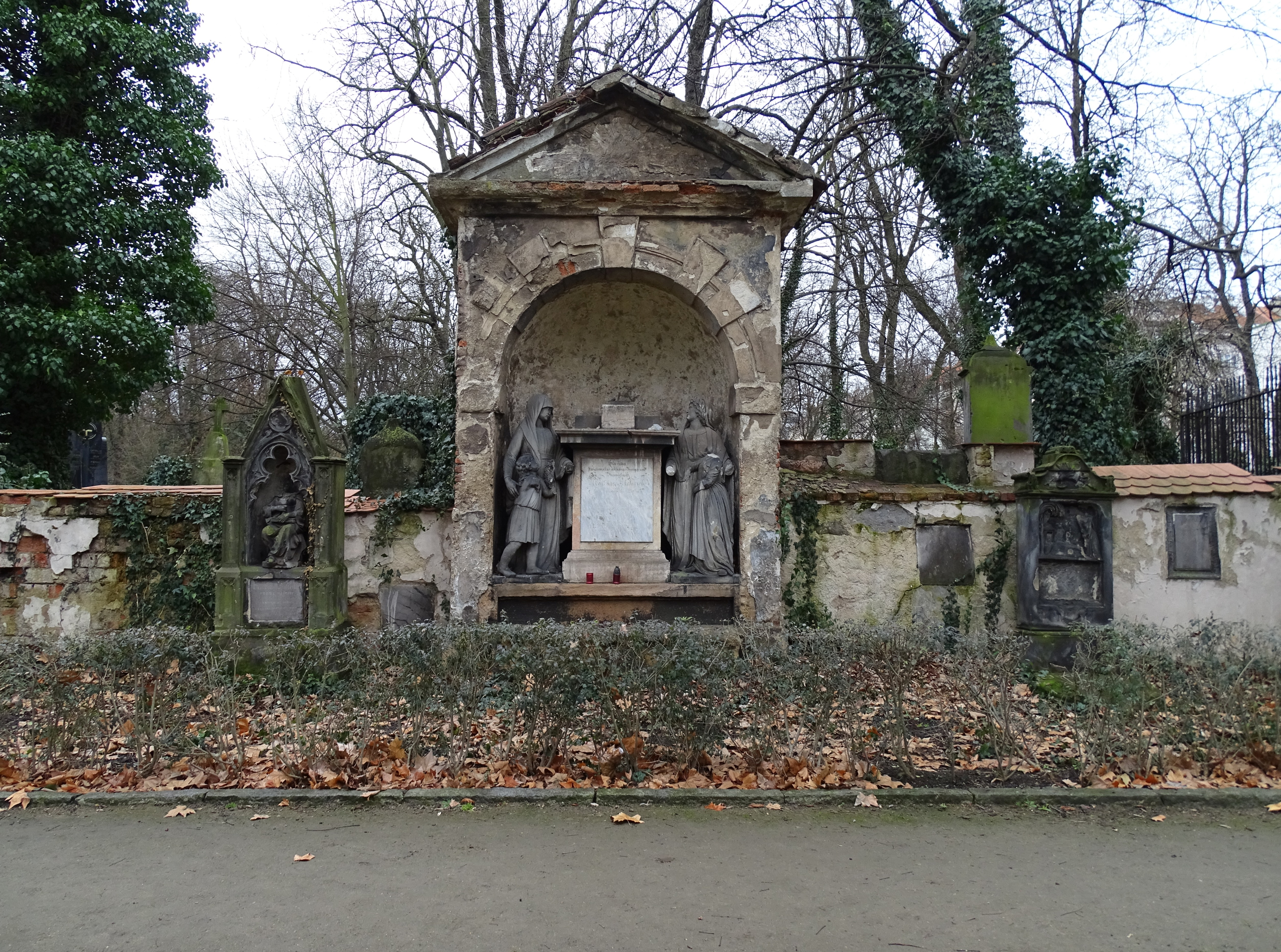
Gräber im Friedhof I
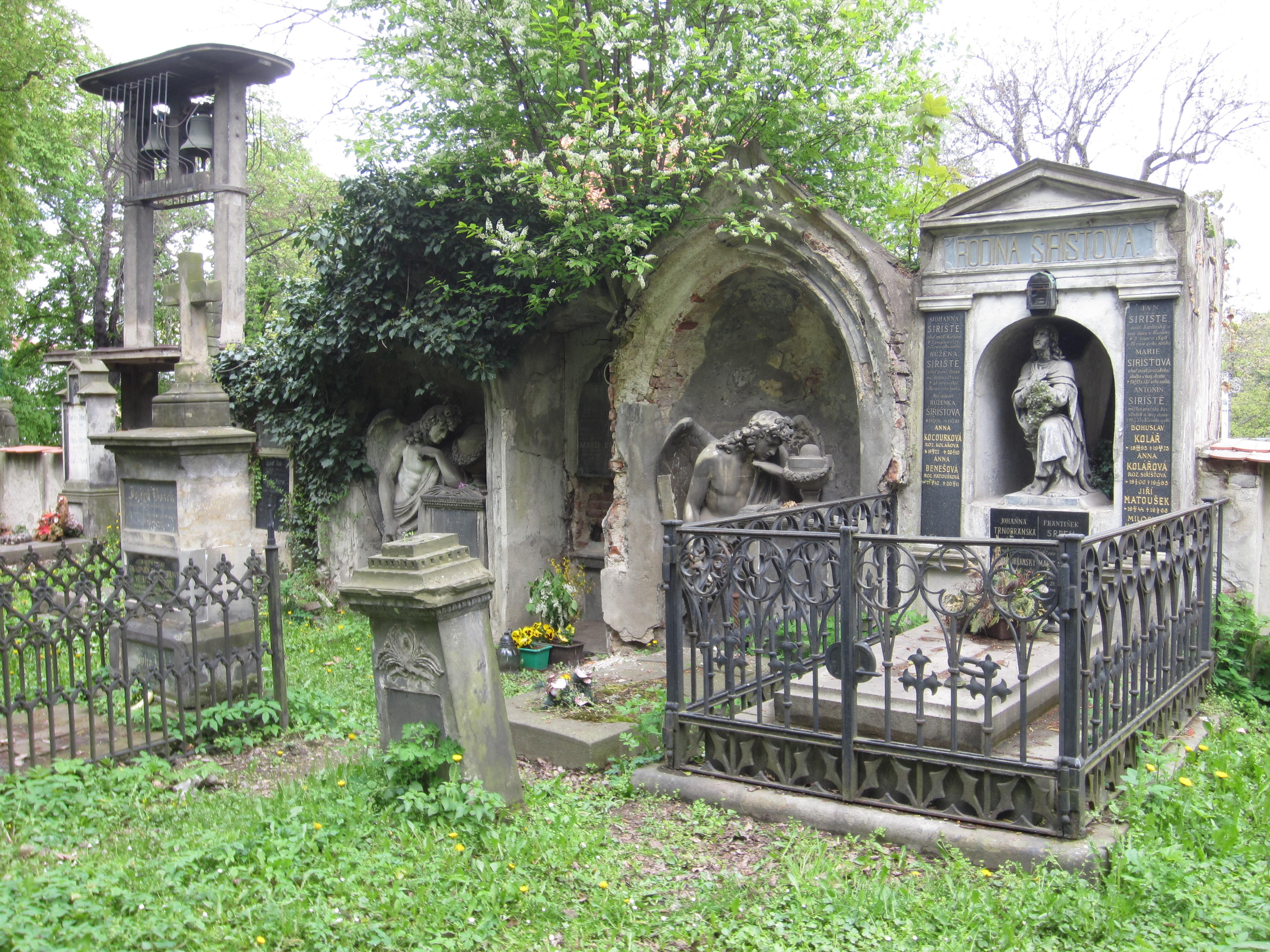
Gräber im Friedhof II
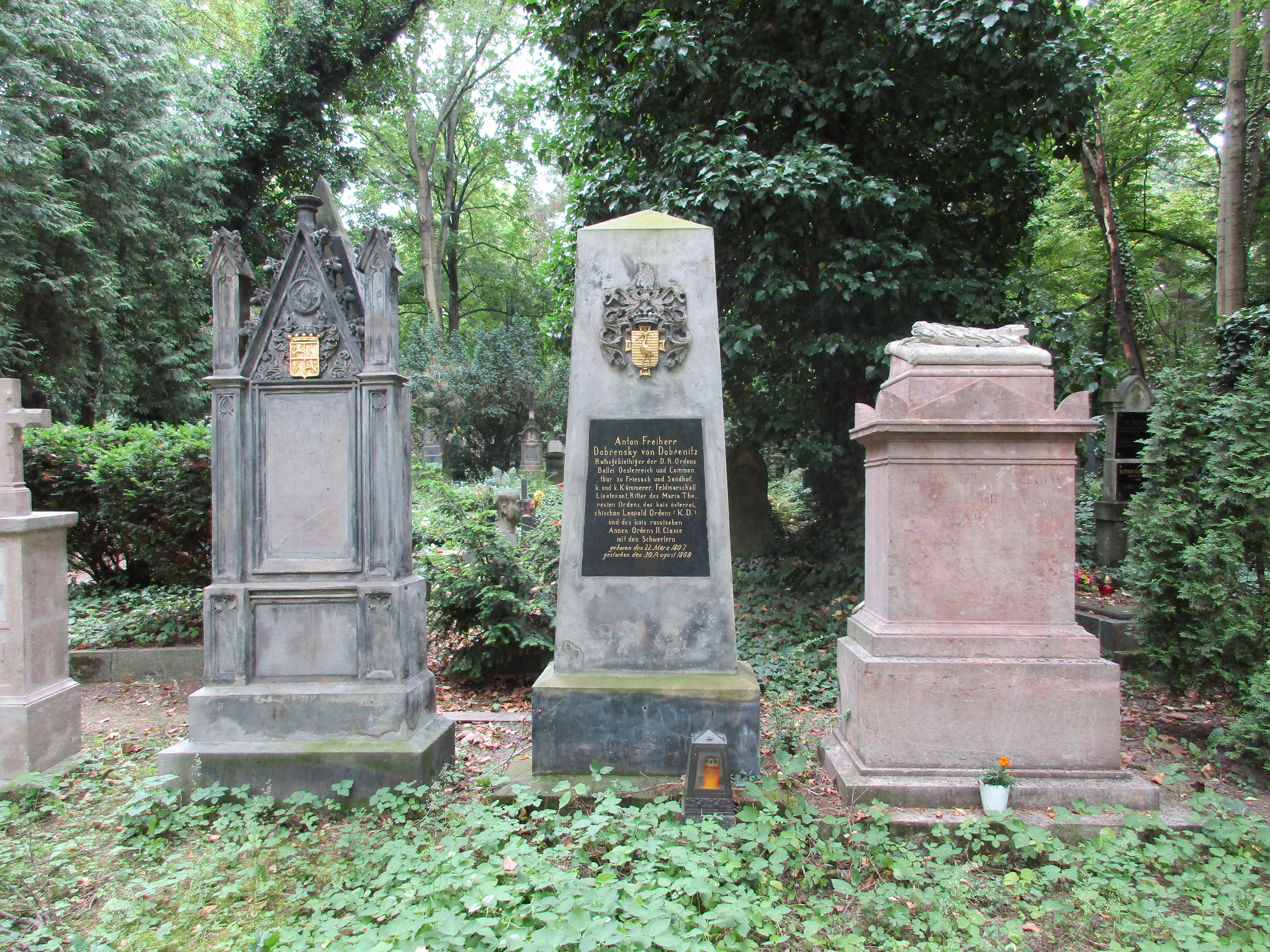
Gräber im Friedhof IX
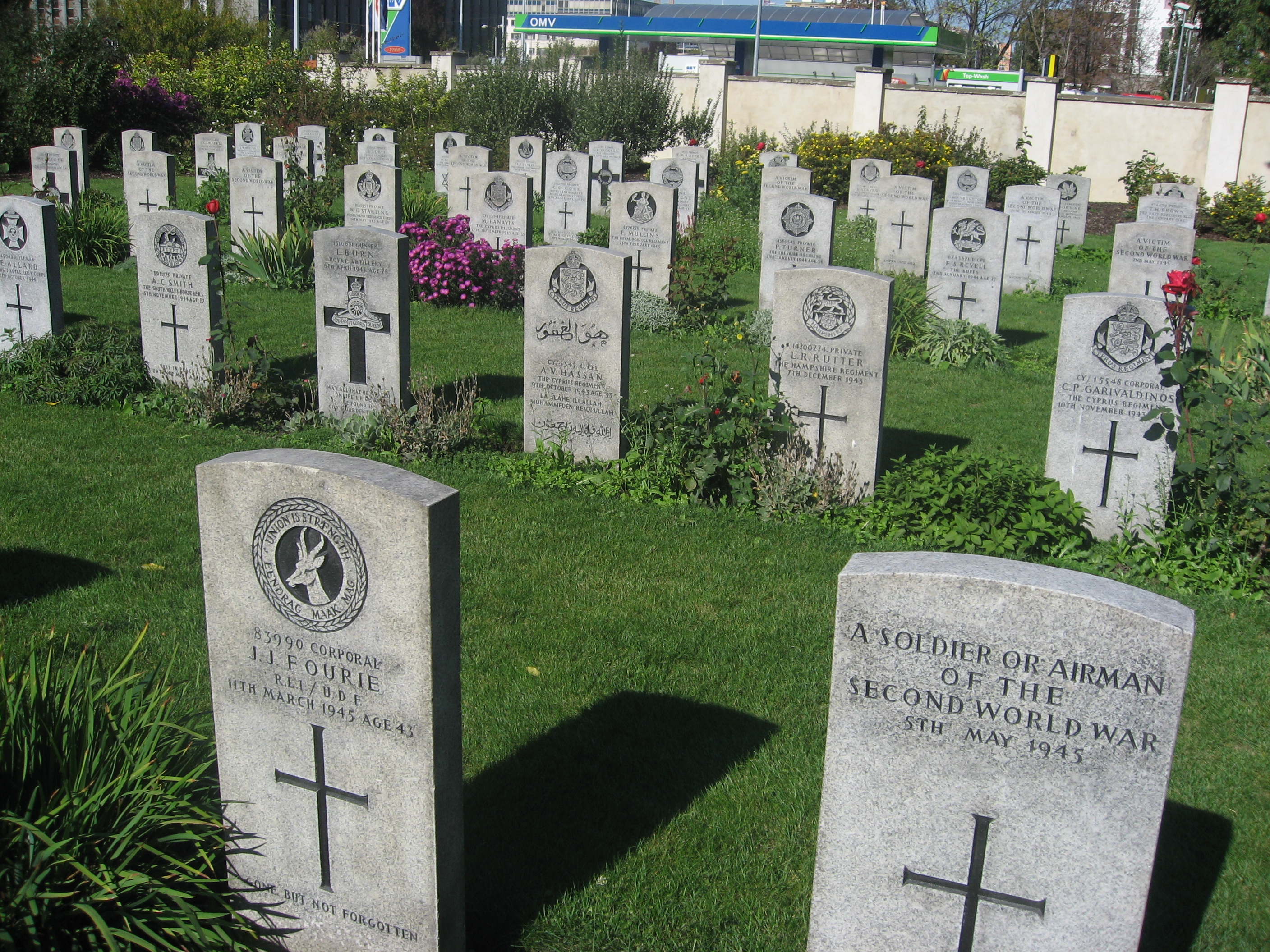
Britischer Soldatenfriedhof